# Alienosternus simplex
Alienosternus simplex là một loài bọ cánh cứng trong họ Cerambycidae.